# Cerkiew św. Aleksandra Newskiego w Kosmowie
Cerkiew św. Aleksandra Newskiego – prawosławna cerkiew w Kosmowie, wzniesiona w latach 80. XIX w. i zniszczona w 1938 podczas akcji polonizacyjno-rewindykacyjnej.

## Historia
Cerkiew została zbudowana w 1888 jako filia parafii prawosławnej w Ślipczu. Była to budowla drewniana. Pozostawała czynna do 1915, gdy prawosławni duchowni i wierni udali się na bieżeństwo. W niepodległej Polsce nie została ponownie otwarta, chociaż możliwość taka była rozważana w 1928, a prawosławni stanowili większość mieszkańców wsi. Cerkiew była otwierana jedynie okazjonalnie z okazji szczególnie ważnych świąt.
Budowla została rozebrana podczas akcji rewindykacyjno-polonizacyjnej w 1938. Oficjalnie poinformowano, że budynek był w bardzo złym stanie technicznym, jednak według Krzysztofa Grzesiaka mógł być to fałszywy pretekst dla zniszczenia obiektu sakralnego. Zachował się natomiast cmentarz prawosławny, który był użytkowany do końca II wojny światowej i do wysiedlenia prawosławnych, ukraińskich mieszkańców wsi.
W 2015 na miejscu zniszczonej świątyni miało miejsce upamiętniające ją nabożeństwo.